# 塞斯
塞斯（法語：Seysses，法語發音：[sɛs]）是法国上加龙省的一个市镇，属于米雷区。

## 地理
塞斯（43°29'53"N, 1°18'45"E）面积25.26 平方千米，位于法国奧克西塔尼大區上加龙省，该省份为法国西南部内陆省份，西南端与西班牙接壤，自此顺时针与上比利牛斯省、热尔省、塔恩-加龙省、塔恩省、奥德省和阿列日省接壤。
与塞斯接壤的市镇（或旧市镇、城区）包括：弗鲁赞、米雷、丰索尔布、拉马斯凯尔、罗克、圣利斯。

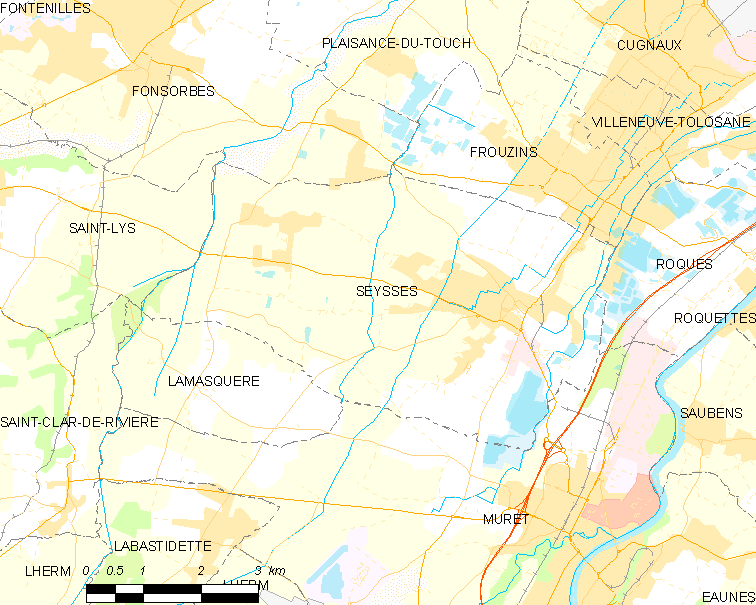
塞斯的OSM定位图

塞斯的时区为UTC+01:00、UTC+02:00（夏令时）。

## 行政
塞斯的邮政编码为31600，INSEE市镇编码为31547。

## 政治
塞斯所属的省级选区为米雷县。

## 人口

1962-2008年间塞斯人口变化图示

塞斯于2022年1月1日时的人口数量为10167人。